# Minecraft Dungeons
Minecraft Dungeons és un videojoc de rastreig de masmorres del 2020 desenvolupat per Mojang Studios i Double Eleven i publicat per Xbox Game Studios. És un spin-off del videojoc sandbox Minecraft i es va llançar per a Nintendo Switch, PlayStation 4, Windows i Xbox One al maig de 2020 i per a Xbox Series X/S al febrer de 2021. També va ser adaptat com a videojoc arcade per Raw Thrills. La versió arcade es va publicar al maig de 2021.
Minecraft Dungeons va rebre diverses crítiques; la majoria dels crítics van trobar el joc divertit i encantador, elogiant-ne les imatges i la música. Tot i així, la seva jugabilitat senzilla i l'ús de la generació procedimental van rebre opinions més diverses, amb crítiques per la seva història breu i la manca de profunditat.

## Joc
A diferència de Minecraft, Minecraft Dungeons no inclou un món obert ni la mineria ni la construcció. En lloc d'això, és un rastrejador de masmossos d'estil hack and slash amb apuntar i clicar, representat des d'una perspectiva isomètrica. Els jugadors exploren masmorres generades de manera procedural i fetes a mà plenes de monstres generats aleatòriament i també s'enfronten a trampes, trencaclosques, caps i a la recerca de tresors. No hi ha un sistema de classes; els jugadors poden utilitzar qualsevol arma o armadura que vulguin. El joc inclou un mode multijugador local i en línia per a quatre jugadors.

## Parcel · la
Minecraft Dungeons està situat al mateix món de ficció que Minecraft, conegut com l'"Overworld", format per objectes 3D rugosos, principalment cubs i fluids, i comunament anomenats "blocs", que representen diversos materials, i habitats per turbes tant pacífiques com hostils. A diferència de "Minecraft", el joc inclou una campanya lineal basada en històries i escenes cinematogràfiques.
La primera escena explica la història d'un vilà anomenat Archie, que va ser expulsat pel seu poble. Mentre cercava un nou lloc per viure, es va veure obligat a abandonar tots els pobles que trobava perquè els habitants no li permetien viure amb ells. Un dia, Archie va trobar un poderós artefacte conegut com l'Orbe del Domini, que li va atorgar poders màgics però també el va corrompre. Ara conegut com l'"Arxi-Illager", va buscar venjança contra tots els que li havien fet mal i va sotmetre nombrosos pobles amb el seu exèrcit recentment adquirit. Els jugadors assumeixen el paper d'herois que s'embarquen en una missió per derrotar l'Arxi-Illager mentre alliberen pobles oprimits, lluiten contra monstres i completen diverses missions. Finalment, els jugadors s'enfronten a l'Arxi-Illager al seu castell i destrueixen l'Orbe del Domini, alliberant Archie de la seva influència. En lloc de castigar Archie per les seves accions, els jugadors li mostren amabilitat i perdó i ràpidament es fan amics d'ell. Mentre els jugadors i Archie es marxen, es demostra que l'Orbe s'està reconstruint. Llavors, és trobat per un Enderman que agafa l'orbe i marxa cap al final. La darrera escena mostra un Endersent sortint del portal. En el joc, després de derrotar Archie, els jugadors desbloquegen noves dificultats que fan que el joc sigui més difícil, però ofereixen millors recompenses.

### Contingut descarregable
Hi ha sis paquets d'expansió que segueixen la història del joc:
- Una selva es desperta, els jugadors viatgen a una jungla que s'ha corromput per un fragment de l'Orbe del domini, convertint els seus habitants en monstres violents. Al final de l'expansió, els jugadors s'enfronten a un cap, l'"Abominació de la Selva", abans de destruir el fragment de l'Orb i alliberar la jungla de la seva corrupció.
- En "Un Hivern Que Escola", la ubicació canvia a una illa atrapada en un hivern etern i el cap final és el "Wretched Wraith", però la premissa segueix sent la mateixa.
- A "Cims que Ululen", la ubicació són els cims escombrats pel vent d'una muntanya i el cap final és el "Tempest Golem".
- Les "Flames del Nether", ambientada al Nether, és l'única expansió que no inclou elements de la història.
- "Depths Ocults" torna a la premissa de les tres primeres expansions i fa que els jugadors viatgin al fons tèrbol d'un oceà profund corromput per un fragment d'Orb. El cap final és l'"Ancient Guardian".
- "Void Resonant" és la conclusió de la història d'Orb of Dominance, i veu els jugadors viatjant fins al final per destruir el fragment final, enfrontant-se a diversos monstres pel camí, amb el "Vegeful Heart of Ender" com a cap final.

## Desenvolupament
Els Dungeons està sent desenvolupat per Mojang Studios per a Xbox One, Windows 10, PlayStation 4 i Nintendo Switch amb l'Unreal Engine 4. Double Eleven és l'encarregat de fer els ports de la consola.
Amb l'èxit continuat del Minecraft original, Mojang va pensar en altres jocs possibles que poguessin aportar alguna cosa nova a l'univers de Minecraft. Experimentant amb idees diferents, el joc estava inicialment pensat per ser un joc d'exploració de masmorres per a un sol jugador, inspirat en la sèrie The Legend of Zelda, per a la Nintendo 3DS. Tanmateix, a mesura que el joc va començar a prendre forma, aquests elements van ser canviats o eliminats. Per exemple, després d'afegir funcions multijugador, l'equip de desenvolupament es va adonar que aquests canvis feien que el joc fos més divertit. Segons el director del joc Måns Olsen, el joc es va inspirar en Diablo i Torchlight, així com en jocs cooperatius de trets en primera persona com Warhammer: End Times – Vermintide i Left 4 Dead.
Un dels principals reptes als quals es va enfrontar l'equip de desenvolupament va ser descobrir com adaptar la jugabilitat dels jocs d'exploració de mazmorres com Diablo al món de Minecraft. Ja que els personatges de Minecraft no tenien cap habilitat innata especial, Mojang va haver de considerar alternatives a coses com la classe de personatges que normalment es trobarien als jocs d'aquest gènere. La seva solució va ser centrar-se en la creació d'armes i armadures que el jugador pogués fer més poderoses mitjançant encantaments, permetent al jugador explorar la seva creativitat a través de la personalització.
A més a més, Mojang volia racionalitzar l'experiència tradicional del joc d'exploració de masmorres en una cosa més accessible. Olsen va remarcar que altres jocs del gènere "són accessibles fins a cert punt, però normalment són jocs amb sistemes molt profunds i interconnectats", i que volien que entrar a Minecraft Dungeons "sigués molt fàcil" però "al mateix temps familiar". La decisió de no permetre la construcció o l'elaboració, un element bàsic del Minecraft original, també es va prendre per centrar-se en l'experiència bàsica de rastreig de masmorres. Per oferir un repte als jugadors més experimentats, l'equip va afegir opcions per canviar la dificultat del joc, cosa que recompensaria els jugadors amb un millor equipament i un nou contingut secret per jugar en dificultats més difícils.
Minecraft Dungeons es va anunciar el 28 de setembre de 2018 durant l'esdeveniment de transmissió en directe de Minecon. Durant l'E3 2019 es va llançar un vídeo que mostra el joc.

## Alliberament
Minecraft Dungeons es va llançar el 26 de maig de 2020, després de ser retardat des de la seva data de llançament original d'abril a causa de la pandèmia de COVID-19. La beta tancada del joc es va dur a terme durant un mes, des del 25 de març fins al 24 d'abril de 2020.
Després del llançament inicial, el joc va ser compatible amb diversos paquets d'expansió de contingut descarregable (DLC) que afegeixen nous calabossos, armes, articles i artefactes. La primera expansió, anomenada Jungle Awakens, es va llançar l'1 de juliol de 2020. Va ser seguida per Creeping Winter el 8 de setembre de 2020, Howling Peaks el 9 de desembre de 2020, Flames of the Nether el 24 de febrer de 2021, Hidden Depths el 26 de maig de 2021 i Echoing Void el 28 de juliol de 2021. Es va llançar una versió optimitzada per a Xbox Series X/S juntament amb l'actualització de Flames of the Nether. El 28 de juliol de 2021, el mateix dia que es va publicar Minecraft Dungeons: Echoing Void, es va llançar Minecraft Dungeons, Ultimate Edition amb els 6 DLC i accés a tots els cosmètics del Hero Pass.
Al març del 2021, Mojang va anunciar una versió arcade del joc associada a cartes col·leccionables. Amb la llicència oficial de Mojang i Microsoft, va ser creat pel desenvolupador Play Mechanix i l'empresa d'entreteniment Raw Thrills. La jugabilitat es va transformar a un format de "beat-em-up", similar a jocs com Golden Axe. Va fer el seu debut als restaurants de Dave & Buster's en algun moment del maig del 2022.

## Recepció
| Agregador  | Puntuació                                          |
| ---------- | -------------------------------------------------- |
| Metacrític | (PC) 70/100 (NS) 72/100 (XONE) 74/100 (PS4) 78/100 |

| Publicació    | Puntuació   |
| ------------- | ----------- |
| Destructoide  | 8/10        |
| Eurogamer     | N/A         |
| Game Informer | 7/10        |
| GameSpot      | 7/10        |
| GamesRadar+   | 3.5/5 stars |
| IGN           | 7/10        |
| Jocs de PCN   | 3.5/5 stars |
| Shacknews     | 7/10        |
| El guardià    | [ 42 ]      |

Minecraft Dungeons va rebre crítiques diverses i positives de la crítica, segons l'agregador de ressenyes Metacritic. Els crítics generalment van trobar el joc entretingut i encantador, elogiant les seves imatges i la música. Algunes opinions es van dividir a causa de la simplicitat de Dungeons i del sistema de generació de procediments utilitzat per crear dissenys de botí i masmorres. La majoria dels crítics van criticar el mode de història curt del joc i van percebre una manca de profunditat. Shacknews el va descriure com "un rastrejador de masmorres divertit i relaxat per als amics". L'edició Hero de Minecraft Dungeons va vendre 11.450 còpies físiques a Nintendo Switch durant la seva primera setmana a la venda al Japó, convertint-se en el quart joc més venut de la setmana al país. El joc va ser nominat a la categoria de Millor joc familiar als The Game Awards 2020. Al febrer de 2022, el joc comptava amb més de 15 milions de jugadors.

### En altres mitjans
Tres cançons musicals d'aquest joc, Halland, Dalarna i The Arch-Illager, es presenten com a contingut descarregable al joc de lluita crossover del 2018 Super Smash Bros. Aquestes cançons van ser afegides al joc el 13 d'octubre de 2020, com a part del Challenger Pack 7, que inclou contingut de la franquícia de Minecraft, incloent-hi les pells predeterminades de Steve i Alex com a lluitadors jugables i un escenari basat en biomes de Minecraft.